# Stactobia
Stactobia är ett släkte av nattsländor. Stactobia ingår i familjen smånattsländor.

## Dottertaxa tillStactobia, i alfabetisk ordning[1]
- Stactobia algira
- Stactobia aoualina
- Stactobia atra
- Stactobia aurea
- Stactobia balin
- Stactobia ballur
- Stactobia banra
- Stactobia beatensis
- Stactobia beor
- Stactobia beren
- Stactobia bersisik
- Stactobia betiri
- Stactobia bienda
- Stactobia bifur
- Stactobia bifurca
- Stactobia bofur
- Stactobia bolzei
- Stactobia botosaneanui
- Stactobia calin
- Stactobia caspersi
- Stactobia cermikensis
- Stactobia crassa
- Stactobia dain
- Stactobia darvazica
- Stactobia decosteri
- Stactobia delmarei
- Stactobia distinguenda
- Stactobia doehleri
- Stactobia dori
- Stactobia durin
- Stactobia dwalin
- Stactobia dwalur
- Stactobia eatoniella
- Stactobia edmondsi
- Stactobia eretziana
- Stactobia ericae
- Stactobia fahjia
- Stactobia fethiyensis
- Stactobia fidelis
- Stactobia fischeri
- Stactobia forsslundi
- Stactobia freyi
- Stactobia froki
- Stactobia furcata
- Stactobia fuscicornis
- Stactobia gerutu
- Stactobia gimli
- Stactobia gloin
- Stactobia gomerina
- Stactobia grolin
- Stactobia gwili
- Stactobia hattorii
- Stactobia huor
- Stactobia hurin
- Stactobia inexpectata
- Stactobia intermedia
- Stactobia jacquemarti
- Stactobia kaputensis
- Stactobia keluk
- Stactobia kimminsi
- Stactobia klapaleki
- Stactobia kudung
- Stactobia lekoban
- Stactobia livadia
- Stactobia loki
- Stactobia loni
- Stactobia maculata
- Stactobia makartschenkoi
- Stactobia malacantosa
- Stactobia malickyi
- Stactobia mangyanica
- Stactobia margalitana
- Stactobia marlieri
- Stactobia martynovi
- Stactobia mayeri
- Stactobia mclachlani
- Stactobia mindorica
- Stactobia miresa
- Stactobia monnioti
- Stactobia morettii
- Stactobia moselyi
- Stactobia naili
- Stactobia nalin
- Stactobia nielseni
- Stactobia nishimoto
- Stactobia noldi
- Stactobia nori
- Stactobia nybomi
- Stactobia oin
- Stactobia olgae
- Stactobia ori
- Stactobia pacatoria
- Stactobia parva
- Stactobia quadrispina
- Stactobia radovanovici
- Stactobia rahang
- Stactobia regularis
- Stactobia risiana
- Stactobia schmidi
- Stactobia seki
- Stactobia shahdara
- Stactobia smoli
- Stactobia snori
- Stactobia snufi
- Stactobia storai
- Stactobia sujangsanica
- Stactobia takuk
- Stactobia teldi
- Stactobia thacla
- Stactobia thorin
- Stactobia thrain
- Stactobia throhir
- Stactobia throli
- Stactobia thror
- Stactobia tjederi
- Stactobia tonyi
- Stactobia tridens
- Stactobia trungcha
- Stactobia tuor
- Stactobia turanica
- Stactobia ulmeriana
- Stactobia urania
- Stactobia vaillanti
- Stactobia wimmeri